# Святоянські
Святоянські або Святоівані (словац. Svätojánski, ze Swatého Jana, Szent – Ivan, Sentiváni) — давній словацький шляхетський рід, члени якого відомі в Угорському королівстві з 14 століття. Засновником роду вважається Богумирів син Бодо, що відомий з 1327 року. Одним з гілок роду пізніше був наданий баронський та графський титул. Походив від чеських лицарів, що виводили своє походження «з Ліптовського Яна», де в роду були маєтки.

## Історія
Рід Ліптовських має спільного предка з родами Понграч, Баан, Шмречани та Потторнай. Засновником роду зазвичай вважається Бодо (бл. 1286—1293), батько Стефана (бл. 1339—1358) і Ладислава (1349). Бодо був сином Богумира, вперше згадується в документі 1327 р. У цьому документі сини Богумира скаржаться королю Каролю І, що п'ять років тому була пограбована церква Св. Івана з документами, якими король Ладислав ІІ надавав їм маєтності. Бодо був засновником роду Святоянських. У його генеалогічному дереві прізвище Szentivanyi (1388) вказано поруч з його іменем.
Правитель Ян Гуньяді надав Стефану II з роду Святоянських право меча і лицарський титул. В 14-15 століттях рід значно розрісся і його представники мешкали в Пештянських Абовській, Бацькій і Белеградській краях, а в 16 столітті в Шаришській, Земплінській, Спішській і Бережській краях, де Жиґмунд (1613) був жупаном.
У королівських книгах є понад тридцять підтверджень дарувань майна за межами Ліптова роду Святоянських. Багато членів родини працювали на столичних та урядових посадах. Найважливішим представником родини вважається Ладіслав (✳ 1656, † 1713), який разом зі своєю дружиною Анною Мельцер та дітьми Йозефом Ігнацом, Розалією, Анною та Альжбетою отримав баронетство від імператора Леопольда І (9.07.1692). У 1692 році став придворним і камеральним радником. Баронський рід Ладислава згас у другому поколінні. Єзуїт Мартін (✳ 1663, † 1705) був освіченою людиною, професором університету в Трнаві та другом кардинала Коллоніча. Донині високо оцінюють його зусилля по донесенню літератури до найширших верств населення. Королівським радником і протонотарієм королівської курії Ян Сентіваньї де Сзентіван і Бетленфальва (Ján Szentiványi de Szentiván et Bethlenfalva), курукський офіцер (1704), на той час палкий прихильник імператора Йосифа І, був Карл VI, що 15.1.1721 у Відні був зведений до барона.
Юзеф Святоянський (*1818 — †1905) був графом, засновником Штрабського Плесу.